# Todd Bertuzzi

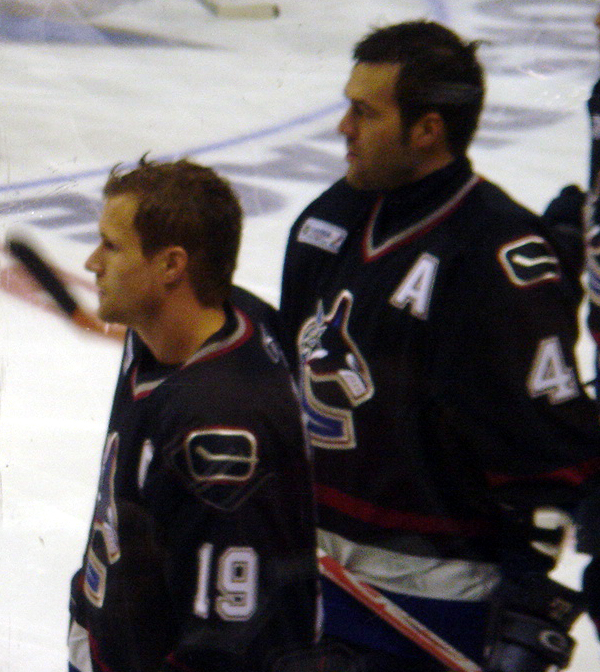
Todd Bertuzzi, till höger, och Markus Näslund i Vancouver Canucks säsongen 2005–06.

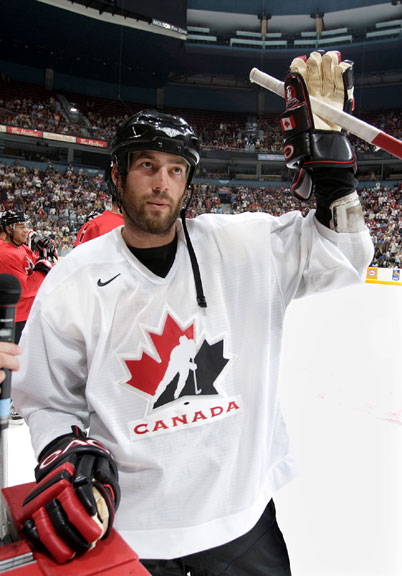
Todd Bertuzzi i det kanadensiska landslaget.

Todd Bertuzzi, född 2 februari 1975 i Sudbury i Ontario, är en kanadensisk före detta professionell ishockeyspelare som bland annat spelade för Vancouver Canucks och Detroit Red Wings i NHL.

## Spelarkarriär
Todd Bertuzzi draftades av New York Islanders i NHL-draften 1993, som 23:e spelare totalt. Han har spelat i NHL-klubbarna New York Islanders, Vancouver Canucks, Florida Panthers, Detroit Red Wings, Anaheim Ducks och Calgary Flames.
Bertuzzi debuterade i NHL säsongen 1995–1996, under vilken han gjorde 18 mål och 21 assist. De följande två säsongerna hade Bertuzzi dock svårt att etablera sig i Islanders, och år 1998 ingick han i en bytesaffär och skickades till Vancouver Canucks.
I Vancouver började Bertuzzi genast att producera, och säsongen 1999–2000 fick han sitt genombrott med 25 mål och 25 assist under grundserien. De följande åren spelade Bertuzzi ofta tillsammans med Markus Näslund och Brendan Morrison i en kedja som ansågs vara en av ligans bästa. Säsongen 2001–2002 samlade han ihop 85 poäng, och säsongen därpå, 2002–2003, blev det 97 poäng och en plats i NHL First All-Star Team.
I mars år 2004 under en match mot Colorado Avalanche överföll Bertuzzi motståndarspelaren Steve Moore. Överfallet - allmänt sett som ett av NHL-historiens mest brutala - skedde bakifrån. Bertuzzi slog Moore i huvudet och tryckte ner honom i isen. Moore bröt två kotor i nacken och blev tvungen att avsluta sin karriär som ishockeyspelare. Bertuzzi erkände misshandel och slapp därmed rättegång och fängelsestraff. Bertuzzi stängdes av i ett år och stämdes på 160 miljoner kronor av sitt offer.

## Meriter
- OS-deltagande 2006

## Statistik

### Klubbkarriär
| 1990–91    | Sudbury Legionnaires | NOHA       | 48   | 25  | 46  | 71  | 247  | –  | –  | –  | –  | –   |
| 1990–91    | Sudbury Cubs         | NOJHA      | 3    | 3   | 2   | 5   | 10   | —  | —  | —  | —  | —   |
| 1991–92    | Guelph Storm         | OHL        | 47   | 7   | 14  | 21  | 145  | —  | —  | —  | —  | —   |
| 1992–93    | Guelph Storm         | OHL        | 59   | 27  | 32  | 59  | 164  | 5  | 2  | 2  | 4  | 6   |
| 1993–94    | Guelph Storm         | OHL        | 61   | 28  | 54  | 82  | 165  | 9  | 2  | 6  | 8  | 30  |
| 1994–95    | Guelph Storm         | OHL        | 62   | 54  | 65  | 119 | 58   | 14 | 15 | 18 | 33 | 41  |
| 1995–96    | New York Islanders   | NHL        | 76   | 18  | 21  | 39  | 83   | —  | —  | —  | —  | —   |
| 1996–97    | Utah Grizzlies       | IHL        | 13   | 5   | 5   | 10  | 16   | —  | —  | —  | —  | —   |
| 1996–97    | New York Islanders   | NHL        | 64   | 10  | 13  | 23  | 68   | —  | —  | —  | —  | —   |
| 1997–98    | New York Islanders   | NHL        | 52   | 7   | 11  | 18  | 58   | —  | —  | —  | —  | —   |
| 1997–98    | Vancouver Canucks    | NHL        | 22   | 6   | 9   | 15  | 63   | —  | —  | —  | —  | —   |
| 1998–99    | Vancouver Canucks    | NHL        | 32   | 8   | 8   | 16  | 44   | —  | —  | —  | —  | —   |
| 1999–00    | Vancouver Canucks    | NHL        | 80   | 25  | 25  | 50  | 126  | —  | —  | —  | —  | —   |
| 2000–01    | Vancouver Canucks    | NHL        | 79   | 25  | 30  | 55  | 93   | 4  | 2  | 2  | 4  | 8   |
| 2001–02    | Vancouver Canucks    | NHL        | 72   | 36  | 49  | 85  | 110  | 6  | 2  | 2  | 4  | 14  |
| 2002–03    | Vancouver Canucks    | NHL        | 82   | 46  | 51  | 97  | 144  | 14 | 2  | 4  | 6  | 60  |
| 2003–04    | Vancouver Canucks    | NHL        | 69   | 17  | 43  | 60  | 122  | —  | —  | —  | —  | —   |
| 2005–06    | Vancouver Canucks    | NHL        | 82   | 25  | 46  | 71  | 120  | —  | —  | —  | —  | —   |
| 2006–07    | Florida Panthers     | NHL        | 7    | 1   | 6   | 7   | 13   | —  | —  | —  | —  | —   |
| 2006–07    | Detroit Red Wings    | NHL        | 8    | 2   | 2   | 4   | 6    | 16 | 3  | 4  | 7  | 15  |
| 2007–08    | Anaheim Ducks        | NHL        | 68   | 14  | 26  | 40  | 97   | 6  | 0  | 2  | 2  | 14  |
| 2008–09    | Calgary Flames       | NHL        | 66   | 15  | 29  | 44  | 74   | 6  | 1  | 1  | 2  | 8   |
| 2009–10    | Detroit Red Wings    | NHL        | 82   | 18  | 26  | 44  | 80   | 12 | 2  | 9  | 11 | 12  |
| 2010–11    | Detroit Red Wings    | NHL        | 81   | 16  | 29  | 45  | 71   | 11 | 2  | 4  | 6  | 15  |
| 2011–12    | Detroit Red Wings    | NHL        | 71   | 14  | 24  | 38  | 64   | 5  | 0  | 0  | 0  | 9   |
| NHL totalt | NHL totalt           | NHL totalt | 1093 | 303 | 448 | 751 | 1436 | 80 | 14 | 28 | 42 | 155 |
| OHL totalt | OHL totalt           | OHL totalt | 229  | 116 | 165 | 281 | 532  | 28 | 19 | 26 | 45 | 77  |

### Internationellt
| År            | Lag           | Turnering     |    | Matcher | Mål | Assist | Poäng | Utv |
| ------------- | ------------- | ------------- | -- | ------- | --- | ------ | ----- | --- |
| 1998          | Kanada        | VM            | 6  | 1       | 2   | 3      | 16    |     |
| 2000          | Kanada        | VM            | 9  | 5       | 4   | 9      | 47    |     |
| 2006          | Kanada        | OS            | 6  | 0       | 3   | 3      | 6     |     |
| Senior totalt | Senior totalt | Senior totalt | 21 | 6       | 9   | 15     | 69    |     |

## Privatliv
Todd Bertuzzi är morbror till ishockeyspelaren Tyler Bertuzzi.